# Petrus Amuthenu
Petrus Jero Amuthenu, né en 1981 à Swakopmund, est un graveur, dessinateur et peintre namibien. Il vit et travaille à Windhoek, la capitale.

## Biographie
Né à Swakopmund, il grandit à Olyasiiti dans la région d'Omusati au nord du pays, puis termine sa scolarité à la Jacob Marengo High School de Windhoek. En 2002 il rencontre par hasard Samuel Mbingilo au Katutura Community Art Centre (KCAC), qui lui fait découvrir l'univers artistique namibien. Il entre alors au John Muafangejo Art Centre de Windhoek.

## Œuvre
En 2015, Petrus Amuthenu tient sa première exposition personnelle au Centre culturel franco-namibien, Urban style/Kasi style. La seconde, Freeing My Mind, a lieu à la National Art Gallery of Namibia (en) en 2016.
Puisant dans les motifs urbains de la culture pop, il utilise le crayon, le fusain, la peinture aérosol, le tipex, la peinture à l'huile, l'aquarelle et l'encre d'imprimerie, associés à de nombreuses techniques, souvent appliquées sur du carton ou du lino, en produisant notamment des linogravures.